# Juan Lacruz
Juan Lacruz est un astronome amateur espagnol, originaire de Gijón.
Il gère l'observatoire privé de La Cañada à Ávila en Espagne.
Le Centre des planètes mineures le crédite de la découverte de 64 astéroïdes numérotés, effectuées entre 2003 et 2009.

## Astéroïdes découverts
| (95959) Covadonga     | 28 septembre 2003 |
| (117413) Ramonycajal  | 8 janvier 2005    |
| (117435) Severochoa   | 14 janvier 2005   |
| (157473) Emuno        | 23 août 2005      |
| (159164) La Cañada    | 3 mai 2005        |
| (161545) Ferrando     | 10 décembre 2004  |
| (171396) Miguel       | 24 août 2006      |
| (171433) Prothoos     | 7 septembre 2007  |
| (173032) Mingus       | 25 août 2006      |
| (178256) Juanmi       | 3 novembre 2007   |
| (185576) Covichi      | 26 janvier 2008   |
| (202819) Carlosanchez | 26 septembre 2008 |
| (207341) Isabelmartin | 3 mai 2005        |
| (207547) Charito      | 2 juin 2006       |
| (228029) MANIAC       | 2 avril 2008      |
| (229777) ENIAC        | 28 juin 2008      |
| (241153) Omegagigia   | 8 septembre 2007  |
| (249160) Urriellu     | 25 janvier 2008   |
| (256796) Almanzor     | 8 février 2008    |
| (256797) Benbow       | 9 février 2008    |
| (263255) Jultayu      | 25 janvier 2008   |
| (263613) Enol         | 3 avril 2008      |
| (269300) Diego        | 26 septembre 2008 |
| (308798) Teo          | 26 août 2006      |
| (309706) Avila        | 3 avril 2008      |
| (315577) Carmenchu    | 9 février 2008    |
| (321024) Gijon        | 28 juin 2008      |
| (325366) Asturias     | 24 août 2008      |
| (336177) Churri       | 14 septembre 2008 |
| (336204) Sardinas     | 24 septembre 2008 |
| (342017) Ramonin      | 12 septembre 2008 |
| (342620) Beita        | 25 octobre 2008   |
| (352760) Tesorero     | 24 octobre 2008   |
| (366852) Ti           | 8 septembre 2005  |
| (418689) Gema         | 24 octobre 2008   |
| (435186) Jovellanos   | 7 septembre 2007  |
| (455739) Isabelita    | 2 mai 2005        |
| (484613) Cerebrito    | 26 septembre 2008 |